# أولاد يونس (بني أورى بني مكسال)
أولاد يونس هو دُوَّار يقع بجماعة عين تيزغة، إقليم بنسليمان، جهة الدار البيضاء سطات في المملكة المغربية. ينتمي الدوّار لمشيخة بني أورى بني مكسال التي تضم 8 دواوير. يقدر عدد سكانه بـ 845 نسمة حسب الإحصاء الرسمي للسكان والسكنى لسنة 2004.

## روابط خارجية
- البوابة الوطنية للجماعات الترابية
- المندوبية السامية للتخطيط